# Rheinischer Landwirtschafts-Verband
Der Rheinische Landwirtschafts-Verband (RLV) ist die Berufsvertretung für die Landwirte und deren Familien im Rheinland (Regierungsbezirke Köln und Düsseldorf). Er vertritt die Interessen von Ackerbauern, Tierhaltern, Milchvieh- und Sonderkulturbetrieben. Auf freiwilliger Basis sind rund 95 Prozent aller landwirtschaftlichen Betriebe des Rheinlandes im RLV organisiert, das sind ungefähr 15.000 Mitglieder. Der Verband ist ein Landesverband, Dachverband ist der Deutsche Bauernverband (DBV).

## Geschichte
Der Rheinische Landwirtschafts-Verband e.V. (RLV) wurde am 4. Oktober 1946 in Bonn gegründet. Die Gründung ging wesentlich auf die Bemühungen des Diplomlandwirts Martin Frey aus Heinsberg zurück, der insbesondere im westlichen und südlichen Rheinland zahlreiche Landwirte um sich zu scharen wusste und zum ersten Verbandspräsidenten gewählt wurde. Am 22. Oktober 1946 stieß dann auch die 1945/46 gegründete, Arbeitgeber-geprägte Bauernschaft der Nord – Rheinprovinz mit Schwergewicht im Raum Düsseldorf – Mettmann unter Ernst Schriever, Ratingen, und Friedrich Straßen, Mettmann im Wege der Fusion hinzu. Die Vorgängerorganisation des RLV ist der Rheinische Bauernverein, der die bäuerlichen Interessen seit 1882 vertrat.
Präsidenten:
- Martin Frey (1946–1970),
- Emil Solke (1970–1984),
- Reiner Latten (1984–1999),
- Klaus Vosseler (1999–2001),
- Friedhelm Decker (2001–2014)
- Bernhard Conzen (2014–2025)
- Erich Gussen (seit 2025)
Hauptgeschäftsführer: Hans Hünten (1946–1967), Heinrich Frings (1962–1990), Willi Bennerscheidt (1991–2010), Reinhard Pauw (seit 2010), Bernd Lüttgens (seit 2023).

## Organisation
Der RLV gliedert sich in Ortsbauernschaften, Kreisbauernschaften und die beiden Bezirksbauernschaften Köln und Düsseldorf.
An der Spitze stehen Präsidium und Vorstand. Deren Beschlüsse werden in Fachausschüssen vorbereitet. In den Fachausschüssen wirken zahlreiche Betriebsleiter mit, die einen Beitrag zur Willensbildung im Verband leisten und für die Gestaltung seiner Zukunft sorgen. Der RLV arbeitet eng mit allen Organisationen zusammen, die sich ihm, den bäuerlichen Familien und dem ländlichen Raum verpflichtet sehen. Zahlreiche Bauern tragen ehrenamtlich Verantwortung im RLV.

## Aufgaben und Ziele
Der RLV vertritt die Belange der rheinischen Landwirtschaft gegenüber Politik, Verwaltung und Gesellschaft. Er will die Wettbewerbsfähigkeit der Betriebe erhalten und für optimale wirtschaftliche Rahmenbedingungen sorgen. Der RLV tritt für den Erhalt der flächendeckenden und nachhaltigen Landwirtschaft ein. Die drei Schwerpunkte der Arbeit des RLV sind: Politische Interessenvertretung, Rechtsberatung und Prozessvertretung, Öffentlichkeitsarbeit.

## Partnerorganisationen
Zu den Partnerorganisationen, der so genannten RLV-Familie, gehören:
- Die Landesarbeitsgemeinschaft der Landjugend Nordrhein (LAG) ist das agrarpolitische Sprachrohr der Landjugend im Rheinland. In der LAG sind die drei Landjugendverbände „Katholische Landjugend“, „Rheinische Landjugend“ und „Evangelische Jugend auf dem Land“ vertreten.
- Die Landbildung Rheinland e.V. bietet Bildungsmaßnahmen an und vermittelt Zivildienstleistende.
- Die PARTA Steuerberatungs Gesellschaft bietet Dienstleistungen im Bereich Steuerberatung und Buchführung für Landwirte, Gärtner und Forstwirte an.
- Publikationen des Rheinischer Landwirtschafts-Verlag GmbH sind das Wochenblatt „LZ Rheinland“, die Monatsschrift „gartenbau profi“ und die fünf Mal im Jahr erscheinende Zeitschrift „Spargel und Erdbeer Profi“.
- Die Stiftung Rheinische Kulturlandschaft verfolgt gemeinnützige Zwecke. Sie dient der Förderung des Natur- und Landschaftsschutzes durch den Erhalt und die Förderung der Eigenart, Vielfalt und Schönheit der bäuerlich geprägten Kulturlandschaft, ihrer nachhaltigen Nutzungsfähigkeit und ihrer Biotop- und Artenvielfalt in den Regierungsbezirken Köln und Düsseldorf.
- Der Provinzialverband Rheinischer Obst- und Gemüsebauer e.V. ist die berufsständische Interessenvertretung der Obst- und Gemüseerzeuger im Landesteil Nordrhein von Nordrhein-Westfalen.